# Bagheera kiplingi
Bagheera kiplingi – gatunek pająka z rodziny skakunowatych, zamieszkujący Amerykę Środkową na obszarze od Meksyku po Kostarykę.
Cechą wyróżniającą tego pająka jest sposób jego odżywiania. Dotychczas sądzono, że wszystkie pająki są drapieżnikami i nie wytwarzają enzymów pozwalających im trawić pożywienia pochodzenia roślinnego. Odkryto jednak, że B. kiplingi stosuje głównie dietę roślinną, żywiąc się niemal wyłącznie ciałkami Belta akacji (gatunków zaliczanych przez niektórych botaników do odrębnego od akacji rodzaju Vachellia). Te struktury odżywcze akacja wytwarza, aby uzyskać ochronę w mutualistycznym związku z mrówkami z rodzaju Pseudomyrmex, które zamieszkują jej wydrążone kolce. Pająki aktywnie unikają tych mrówek. Poza ciałkami Belta B. kiplingi jedzą też nektar, larwy mrówek, małe żywiące się nektarem owady, a czasem również przedstawicieli własnego gatunku. Ciałka Belta stanowią jednak 91% ich diety w Meksyku i 60% w Kostaryce.
Umiejętność przędzenia nici pajęczej, służącej zazwyczaj pająkom do tkania sieci łownych, B. kiplingi wykorzystuje do tkania schronień, w których samica opiekuje się potomstwem. Do opieki nad potomstwem włącza się także samiec, co jest wyjątkiem wśród pająków. Dowody behawioralne sugerują, że B. kiplingi prowadzi quasi-socjalny tryb życia.
B. kiplingi został opisany w 1896 roku przez małżeństwo biologów George’a i Elizabeth Peckhamów. Wyniki badań na temat jego zachowania i sposobu odżywiania zostały zaprezentowane w 2008 roku, w trakcie dorocznego spotkania Ecological Society of America przez Christophera Meehana i współpracowników, którzy dokonali odkrycia w trakcie wyprawy badawczej do Meksyku, podczas której obserwowali życie i zwyczaje zamieszkujących tamte tereny pająków i opublikowane w 2009 roku na łamach czasopisma „Current Biology”.
Nazwa pająka (ze względu na jego „kocie skoki”) nawiązuje do Bagheery, czarnej pantery z książki Księga dżungli, oraz Rudyarda Kiplinga – jej autora.